# Ołeksandr Tkaczenko (polityk)
Ołeksandr Mykołajowycz Tkaczenko, ukr. Олександр Миколайович Ткаченко (ur. 7 marca 1939 w Szpole, zm. 4 stycznia 2024) – ukraiński polityk i agronom, deputowany oraz minister, w latach 1998–2000 przewodniczący Rady Najwyższej.

## Życiorys
Pracę zawodową podjął w połowie lat 50. w zawodzie ślusarza. Z wykształcenia agronom, ukończył wyższą szkołę partyjną przy komitecie centralnym ukraińskiej partii komunistycznej. Uzyskał stopień kandydata nauk ekonomicznych. Przed 1990 działał w Komunistycznej Partii Ukrainy, był etatowym pracownikiem partii, od 1981 inspektorem w KC. W latach 1982–1985 zajmował stanowisko przewodniczącego komitetu wykonawczego tarnopolskiej rady obwodowej. W 1985 pełnił funkcję ministra rolnictwa Ukraińskiej SRR. Następnie był pierwszym zastępcą prezesa i prezesem instytucji Derżahroprom w USRR. W 1990 został wicepremierem w rządzie USRR, a w latach 1991–1992 pełnił funkcję ministra polityki rolnej i żywnościowej w ukraińskim rządzie.
Kandydował na urząd prezydenta Ukrainy w 1991 oraz w 1999. W obu wypadkach wycofywał się przed pierwszą turą, popierając odpowiednio Łeonida Krawczuka i Petra Symonenkę. W latach 90. należał do Wiejskiej Partii Ukrainy, w 1999 wstąpił do Komunistycznej Partii Ukrainy. Od 1994 do 2012 nieprzerwanie sprawował mandat deputowanego Rady Najwyższej, w latach 1998–2000 zajmował stanowisko jej przewodniczącego. W 2012 nie ubiegał się o poselską reelekcję.